# T-100
T-100 je bil dvokupolni tank Sovjetske zveze. Prototipni tank T-100 je bil podlaga za tank Kliment Voroshilov.

## Zgodovina tanka
Povod za projekt je dala Rdeča armada. Povod je bila zamenjava tanka T-35 s petimi kupolami. Tank T-35 je bil narejen po izkušnjah v španski državljanski vojni in Sovjetska zveza se je iz te vojne naučila kako pomembna je velika zaščita na srednjih in težkih tankih. Kljub temu, da T-35 ni bil nikoli uporabljen v bojih, je bil ranljiv tudi pred lahkimi tanki. Ta tank je imel še eno značilnost, imel je več kupol. Več kupolni tanki so bili značilni za trideseta leta. Povod je bil britanski tank Vickers A1E1 Independent. Prototip tanka T-100 je bil testiran leta 1939 v zimski vojni. Zaradi slabih rezultatov ni šel v serijsko proizvodnjo. Kasneje so ga zamenjali s tankom Kliment Voroshilov.